# 岳珠峰
岳珠峰（1965年12月—），西北工业大学教授，研究领域为飞行器设计、 物理制造与材料技术等。发表论文数百篇，曾获得中国国家科技进步二等奖等奖项，主持"973"等多个国家重点项目，中国教育部第四批“长江学者”特聘教授。

## 生平
1984至1996年，先后在西北工业大学获得飞行器设计学士、固体力学硕士、力学博士学位，在航空与航天博士后流动站从事博士后研究。
1996至今，在西北工业大学任教，曾任力学与土木建筑学院院长等职，期间曾在波鴻鲁尔大学、剑桥大学、中国科学院金属研究所进行学术访问或研究。